# Julia von Reventlow
Frédérique-Juliane von Schimmelmann, comtesse von Reventlow, dite l'« Ange Julia » (en allemand : Julia Gräfin von Reventlow), née le 18 février 1763 et morte le 27 décembre 1816 au château d'Emkendorf, est une comtesse allemande qui réunissait un salon littéraire dans son château d'Emkendorf se trouvant dans le duché de Holstein. Ce salon était appelé la « Weimar du Nord » en référence à Goethe, ou le « cercle d'Emkendorf. »

## Biographie

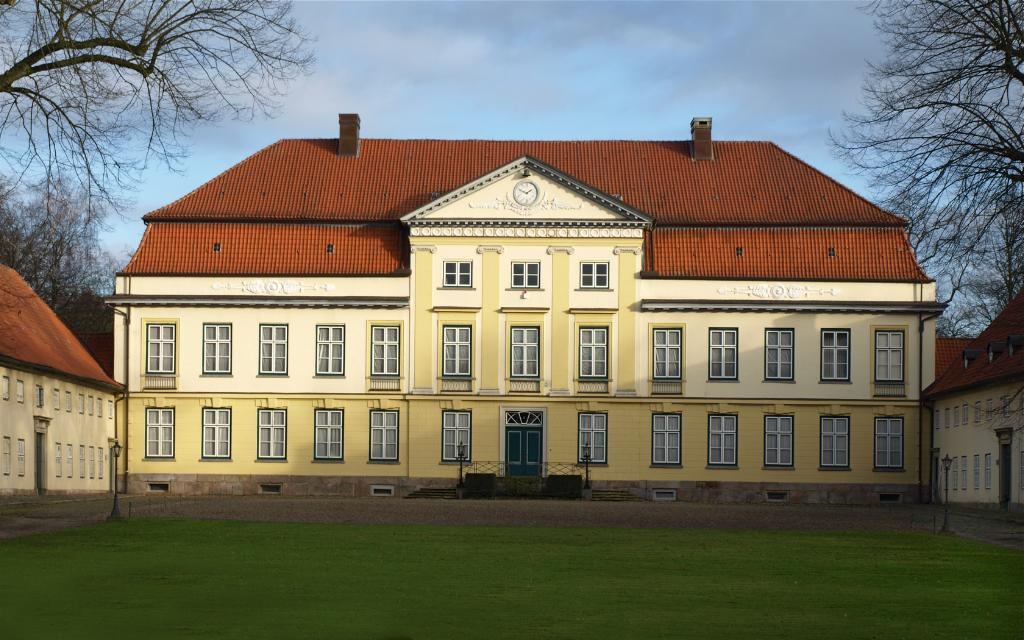
Château d'Emkendorf

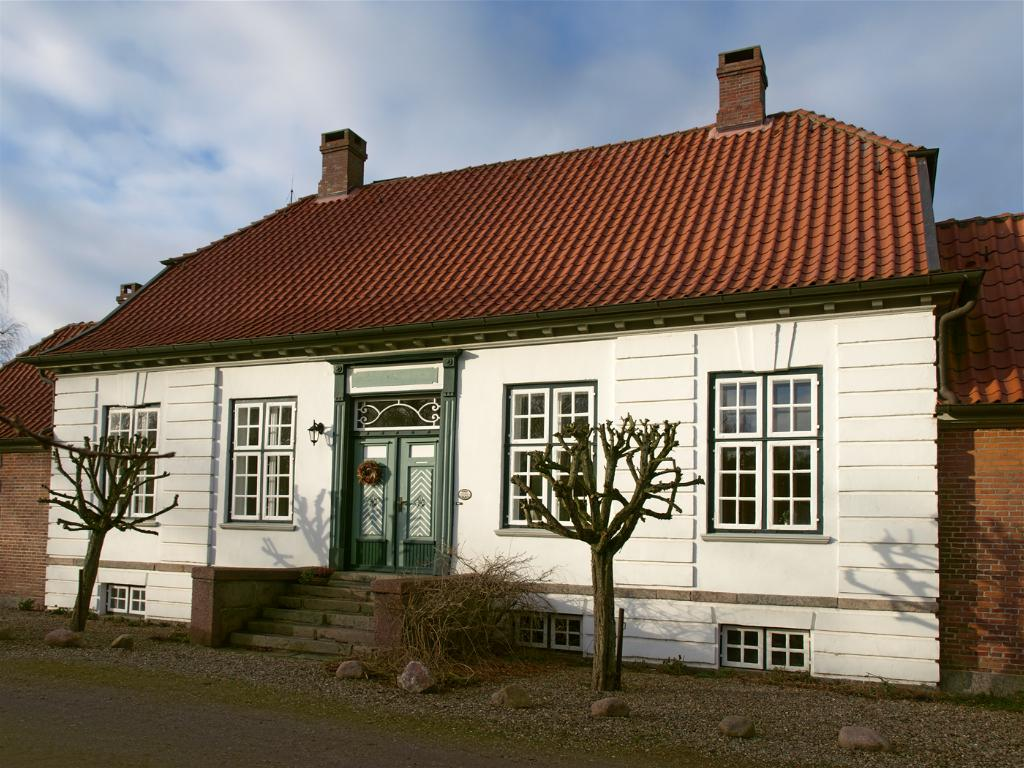
Maison du jardinier à Emkendorf, où séjournait régulièrement Matthias Claudius

La comtesse von Reventlow était la fille d'un riche financier allemand, Heinrich Carl von Schimmelmann (1724-1782), qui fut titré comte par le roi du Danemark et nommé ministre du trésor. Il possédait de nombreux châteaux et palais au bord de la mer du Nord, à Kiel, Hambourg, Copenhague, Ahrensburg, etc.
Julia Schimmelmann épousa un diplomate, le comte Friedrich Karl von Reventlow. La comtesse tenait un salon littéraire où elle comptait parmi ses protégés Matthias Claudius, Klopstock, Boie, Jacobi, Johann Caspar Lavater, le marquis de La Fayette ou encore le juriste Portalis qu'elle hébergea deux ans durant son exil. Elle combattait le rationalisme théologique du protestantisme de l’Aufklärung, représenté par des auteurs comme Johann David Michaelis, Johann Joachim Spalding, ou Wilhelm Abraham Teller.
Souvent souffrante et de santé fragile, elle n'eut pas d'enfant, mais elle se préoccupa de questions d'éducation après la Révolution française dans ses domaines.